# Jake Butler
Jake Butler (12 de noviembre de 1984; Nueva Zelanda) es un futbolista neozelandés que juega como mediocampista defensivo o central. Actualmente se desempeña en el Brunswick City SC de la National Premier Leagues Victoria, liga semiprofesional parte de la National Premier Leagues de  Australia.
Butler fue el capitán del extinto Waitakere United durante su período más exitoso, ganando el Campeonato de Fútbol de Nueva Zelanda cinco veces, incluyendo llevar al equipo a cuatro títulos consecutivos después de asumir la capitanía. Butler ha jugado en siete ediciones de la Liga de Campeones de la OFC, ganandola dos veces, lo que también le llevó a dos apariciones en la Copa Mundial de Clubes de la FIFA. Bulter fue el principal titular del Waitakere United, habiendo jugado para el club desde su primer año de existencia en 2004 hasta su partida en 2019.

## Carrera
Debutó en 2004 jugando para el Waitakere United. En 2007 se convirtió en el capitán y ganó en cinco oportunidades el Campeonato de Fútbol de Nueva Zelanda, dos veces la Liga de Campeones de la OFC y la Charity Cup 2012.
En 2014 se convirtió en un jugador profesional al firmar con el Tampines Rovers singapurense, aunque a principios de 2015 regresaría al Waitakere. Ese mismo año disputó con el Team Wellington la Liga de Campeones de la OFC, aunque regresaría rápidamente a su antiguo club.

### Clubes
| Club               | País          | Año             | Partidos | Goles |
| ------------------ | ------------- | --------------- | -------- | ----- |
| Waitakere United   | Nueva Zelanda | 2004 - 2014     | 153      | 24    |
| Tampines Rovers FC | Singapur      | 2014            | 14       | 2     |
| Team Wellington    | Nueva Zelanda | 2015            | 4        | 0     |
| Waitakere United   | Nueva Zelanda | 2015 - Presente | 67       | 14    |

### Selección nacional
Fue convocado para disputar la OSN Cup 2013, una competición amistosa, en representación de Nueva Zelanda. Más adelante ese año disputó un amistoso ante Trinidad y Tobago.

#### Partidos y goles internacionales
| Partidos y goles internacionales | Partidos y goles internacionales | Partidos y goles internacionales | Partidos y goles internacionales | Partidos y goles internacionales | Partidos y goles internacionales | Partidos y goles internacionales |
| #                                | Fecha                            | Estadio                          | Rival                            | Resultado                        | Competición                      | Gol(es)                          |
| -------------------------------- | -------------------------------- | -------------------------------- | -------------------------------- | -------------------------------- | -------------------------------- | -------------------------------- |
| 2013                             |                                  |                                  |                                  |                                  |                                  |                                  |
| 1                                | 5 de septiembre                  | Estadio Rey Fahd, Riad           | Arabia Saudita                   | 1 – 0                            | OSN Cup 2013                     |                                  |
| 2                                | 15 de octubre                    | Hasely Crawford, Puerto España   | Trinidad y Tobago                | 0 – 0                            | Amistoso                         |                                  |

## Palmarés
| Título               | Club             | País          | Año     |
| -------------------- | ---------------- | ------------- | ------- |
| Liga de Campeones    | Waitakere United | Nueva Zelanda | 2007    |
| Campeonato de Fútbol | Waitakere United | Nueva Zelanda | 2007/08 |
| Liga de Campeones    | Waitakere United | Nueva Zelanda | 2007/08 |
| Campeonato de Fútbol | Waitakere United | Nueva Zelanda | 2009/10 |
| ASB Premiership      | Waitakere United | Nueva Zelanda | 2010/11 |
| ASB Premiership      | Waitakere United | Nueva Zelanda | 2011/12 |
| Charity Cup          | Waitakere United | Nueva Zelanda | 2012    |
| ASB Premiership      | Waitakere United | Nueva Zelanda | 2012/13 |